# Marie Renard
Marie Renard, nome d'arte di Marie Pölzl (Graz, 8 gennaio 1864 – Graz, 19 ottobre 1939) è stata un mezzosoprano e soprano austriaco.

## Biografia
Marie Renard iniziò a studiare canto nella natia Granz con Louise Weinlich-Tipka e poi a Berlino con Rosa de Ruda. Fece il suo esordio nel 1882 a Granz cantando come Azucena ne Il trovatore. Dopo aver cantato per due anni nella sua città natale, nella stagione 1884/1885 cantò al Teatro Tedesco di Praga e fece il suo esordio alla Staatsoper Unter den Linden, dove avrebbe cantato fino al 1888 in opere quali Carmen, Mignon e la prima assoluta di Donna Diana di Heinrich Hofmann.
Nel 1888 fu scritturata dalla Wiener Staatsoper con uno stipendio annuo di sedicimila fiorini e ottenne grande successo nel repertorio francese (cantato in tedesco). Nella capitale austriaca cantò come protagonista nella prima viennese di Manon e come Tat'jana in quella di Eugenio Onegin, cantando anche come Charlotte in occasione della prima assoluta di Werther ed Eva in quella di Ritter Pásmán. Il suo repertorio a Vienna annoverava anche i ruoli di Cherubino ne Le nozze di Figaro, Zerlina in Don Giovanni, Rosalinde ne Il pipistrello, Musetta ne La Bohème, Hänsel in Hänsel e Gretel, Ännchen ne Il franco cacciatore e Angela ne Il domino nero. Diede il suo addio alle scene nel 1900 cantando nel ruolo di Carmen.
Dopo il ritiro si sposò il conte Rudolf Kinsky. Morì nel 1939 all'età di 75 anni.